# Koń parowy
Niektóre z zamieszczonych tu informacji wymagają weryfikacji.
Dokładniejsze informacje o tym, co należy poprawić, być może znajdują się w dyskusji tego artykułu.
 Po wyeliminowaniu niedoskonałości należy usunąć szablon [[Szablon:Dopracować|]] z tego artykułu.

Koń parowy

Koń parowy (HP, ang. horse power) – pozaukładowa jednostka mocy używana w krajach anglosaskich.
1 HP = 550 funtów siły * stopa angielska / sekundę = 745,69987158227022 W = 1,0139 KM
Po wprowadzeniu układu SI zastąpiony watem.
W pozostałych krajach podobną jednostką jest koń mechaniczny, który dawniej też był nazywany koniem parowym.